# Пиккъярв (озеро, Ида-Вирумаа)
Пи́ккъярв (эст. Pikkjärv, Kõnnu Pikkjärv, Kõnnu järv) — озеро на северо-востоке Эстонии, располагается на территории деревни Онгассааре волости Алутагузе в уезде Ида-Вирумаа. Относится к водосборному бассейну Чудского озера (Пейпси).
Площадь озера составляет 1,9 га (по другим данным — 2,1 га).
Пиккъярв представляет собой узкое проточное озеро, находящееся на высоте 51,5 м над уровнем моря в заповеднике Йыуга, с 2018 года являющегося частью национального парка Алутагузе. Акватория озера вытянута в направлении северо-восток — юго-запад на 440 метров, шириной — 80 м. Протяжённость береговой линии — 946 м.
Из средней части озера с юго-восточной стороны вытекает река Алайыги. Через ручей, впадающий в юго-западную оконечность акватории, сообщается с соседним озером Юммаргуне (Юмаръярв).
В озере водится окунь, щука, карась.